# Albert Bachmann
Pour les articles homonymes, voir Bachmann.
Albert « Bert » Bachmann (26 novembre 1929 à Zurich - 12 avril 2011 en Irlande) est un membre des services de renseignements suisses.

## Biographie
Il est l'auteur du livre Défense civile, distribué à tous les ménages suisses dans les années 1960. Il participa à la création de l'armée secrète P-26.

### Refuge irlandais pour le Conseil fédéral
Dans les années 1970, il se porte acquéreur, au moyen de fonds fournis par l'UBS, du Liss Ard Estate, un manoir près de Skibbereen dans la région de Cork en Irlande. Il y organise l'installation d'une salle d'opérations destinée à accueillir le Conseil fédéral au cas où la Suisse aurait été envahie par les troupes soviétiques. Cette décision semble être le fruit d'une initiative personnelle.

### Affaire Bachmann/Schilling
À l'automne 1979, il envoie un de ses collaborateurs, Kurt Schilling, clandestinement en Autriche où se tiennent d'importants exercices militaires, afin d'évaluer la capacité de l'Autriche à résister à une invasion soviétique. Kurt Schilling est arrêté par des soldats autrichiens à St Polten, ce qui causa un incident diplomatique, entraîna la mise en place d'une commission d'enquête parlementaire, et finalement la mise à la retraite anticipée d'Albert Bachmann.